# Annetje Ottow
Annetje Thecla Ottow (Brasschaat, 1965) is een Nederlandse hoogleraar economisch publiekrecht gespecialiseerd in toezicht in de telecomsector, en voorzitter van het College van Bestuur (CvB) van de Universiteit Leiden. Ottow was eerder vicevoorzitter van het CvB van de Universiteit Utrecht.

## Vroege carrière
Ottow studeerde rechten in Leiden. In 1988 behaalde zij haar meesterstitel (cum laude) aan de Universiteit Leiden en in 1990 een LLM aan het Queen Mary College, Londen. Achtereenvolgens werkte zij bij de advocatenkantoren De Brauw Blackstone Westbroek en Houthoff Buruma, waar zij in 1998 partner werd. In 2006 promoveerde Ottow aan de Universiteit van Amsterdam op een studie naar het toezicht in de telecomsector. Dat jaar stapte zij over naar de Onafhankelijke Post en Telecommunicatie Autoriteit (OPTA), de antikartelpolitie in de post- en telecomsector, waarvan ze tot 2013 lid was. Bij de fusie tussen OPTA, Nma en consumentenautoriteit was zij verantwoordelijk voor de nieuwe strategie van de fusieclub Autoriteit Consument en Markt.

## Academie
Ottow kwam in 2007 naar de Universiteit Utrecht als hoogleraar Economisch Publiekrecht. In september 2014 volgde zij Henk Kummeling op als decaan van de faculteit Recht, Economie, Bestuur en Organisatie. Aanvankelijk zou zij op die datum hoofd van het departement Rechtsgeleerdheid en vicedecaan van de faculteit worden. Maar toen bleek dat ook het decanaat vacant werd, schoof zij door naar de positie van decaan. Daarmee kreeg de Universiteit Utrecht weer een vrouw aan het hoofd van een faculteit – alle andere faculteiten hadden een man als decaan.
Sinds september 2016 is Ottow de voorzitter van de nieuw opgerichte Taskforce Diversiteit van de Universiteit Utrecht. Deze universiteitsbrede commissie heeft als opdracht om de discussie over diversiteit aan te jagen, het diversiteitsbeleid te stimuleren en te initiatieven ondersteunen. De Taskforce Diversiteit is in principe actief in de periode 2016–2020. Op 1 januari 2018 trad Ottow toe als vicevoorzitter College van Bestuur van de Universiteit Utrecht. In februari 2021 volgde Ottow Carel Stolker op als voorzitter van het College van Bestuur van de Universiteit Leiden. Op de leerstoel economisch publiekrecht in Utrecht werd ze opgevolgd door Sybe de Vries.
In 2024 werd Ottow door de raad van toezicht van de Universiteit Leiden benoemd voor een tweede termijn als collegevoorzitter, ondanks dat de universiteitsraad tegen de herbenoeming had gestemd vanwege gebrekkige communicatie en het veroorzaken van "een moeizame werkomgeving, met name voor ondergeschikten." In mei 2025 kondigde Ottow, die voor een termijn van vier jaar was herbenoemd, echter aan per 1 september al te vertrekken als collegevoorzitter en zich te willen richten op "het beschermen van de natuur en aandacht vragen voor duurzaamheid".

## Advies
Naast haar werk aan de Universiteit Utrecht is zij onder andere non-governmental advisor voor de ICN, het internationale netwerk van mededingingsautoriteiten. Ook is zij lid van de Raad van Toezicht van het Juridisch Loket en non-executive director van de Britse mededingings- en consumentenautoriteit, de Competition and Markets Authority. 
Ottow was visiting professor aan de Florence School of Regulation (2011) en aan het Competition Law Center van de George Washington-universiteit, V.S. (2012).

## Privé
Ottow is getrouwd en heeft een zoon.